# CNC-600
Die Numerik CNC-600 ist eine Steuerungsserie des VEB Numerik Karl-Marx-Stadt (Werkzeugmaschinenkombinat „Fritz Heckert“).

## Ausstattung und Versionen
Die Version 600-1 wurde ab Anfang der 80er Jahre bei vielen CNC-Maschinen der DDR eingesetzt. Sie konnte mit einer angezeigten Auflösung von 0,001 mm bzw. 0,001° bis zu 5 Achsen als Bahnsteuerung mit bis zu einer Eilgangsgeschwindigkeit von 20 m/min steuern. Anwendung fand sie vor allem an Drehmaschinen, Koordinatenbohrmaschinen und Fräsmaschinen.
In dieser Version war es möglich, mehrere Werkzeuge zu verwalten. Ebenso verfügte sie über getrennte Speicher für Haupt- und Unterprogramme. Die maximale Programmgröße war von der Anzahl der angeschlossenen Achsen abhängig. Die Programmierung erfolgte über eine Befehlssyntax die der Sinumerik Steuerung entsprach und somit diese Steuerung auch für den Exportmarkt attraktiv machte. Als Speichermedium für Programme und Werkzeugtabellen wurde Lochbandleser in der Bedieneinheit verbaut. Zum Sichern der Programme musste ein externer Lochstreifenstanzer angeschlossen werden. Hauptnachteil dieser Steuerung war, dass zwar Unterprogramme angelegt, aber nicht mehr editiert werden konnten. Als weitere Besonderheit kann die Werkzeugverwaltung angesehen werden. Hier wurden die Werkzeug-Offset-Daten den jeweiligen im NC Speicher befindlichen Programmen zugeordnet. Zudem war die Zuordnung eines Werkzeug-Offsets nicht an einen Magazin- oder Revolverplatz gebunden. So konnten jedem Werkzeug indirekt beliebig viele Werkzeugsoffsets zugewiesen werden. Eine additiv wirkende Feinkorrektur wie heute üblich war noch nicht vorhanden. Gleiches traf auf die Nullpunkt, bzw. Werkstück-Offset Verwaltung zu. Durch einen internen Parameter war es möglich, gewisse Prozessparameter, wie den Werkstücknullpunkt, aber auch die Arbeitsraumbegrenzung an ein bestimmtes Programm zu koppeln. Dies hatte wiederum zur Folge, dass je nach Einsatzzweck der Rüstaufwand bei Drehmaschinen mit standardisierten Spannmitteln reduziert werden konnte, und eine Neuvermessung, wie auch ein Werkzeug-Offsetabgleich beim Programmwechseln entfallen konnte. Nur die Magazin- bzw. Revolverbelegung war global (Programm-übergreifend) abgelegt. Weiterhin stand sogenannte Parameter (typengleich der Sinumerik R-Parameter) zur Verfügung, mit denen sowohl Verrechnungsoperationen wie auch Koordinatenwerte, aber auch Funktionsparameter vorgefertigter Fertigungszyklen verarbeitet und übergeben werden konnten. Dieser Zugriff war unterteilte sich in mehrere Bereich, so dass einzelne Bereiche nur lokal (nur das Programm betreffend) wie auch global (den Magazininhalt, wie auch der Werkzeug Grundwerte) verwendet werden konnten. Diese Anzahl der frei für den Benutzer zur Verfügung stehenden Parameter war wiederum von der Magazingröße wie auch der Achsanzahl abhängig. 
Mit der Version 600-3 wurden diese um einige Funktionen erweitert, sodass auch Ladersysteme wie an Fertigungszellen üblich direkt von dieser Steuerung mit betrieben werden konnten. Dazu hatte man zusätzliche Bedienelemente in die Bedienerkonsole integriert.